# Werchnja Bilka
Werchnja Bilka (ukrainisch Верхня Білка; russisch Верхняя Белка Werchnjaja Belka, polnisch Biłka Szlachecka) ist ein Dorf in der westukrainischen Oblast Lwiw mit etwa 1300 Einwohnern.

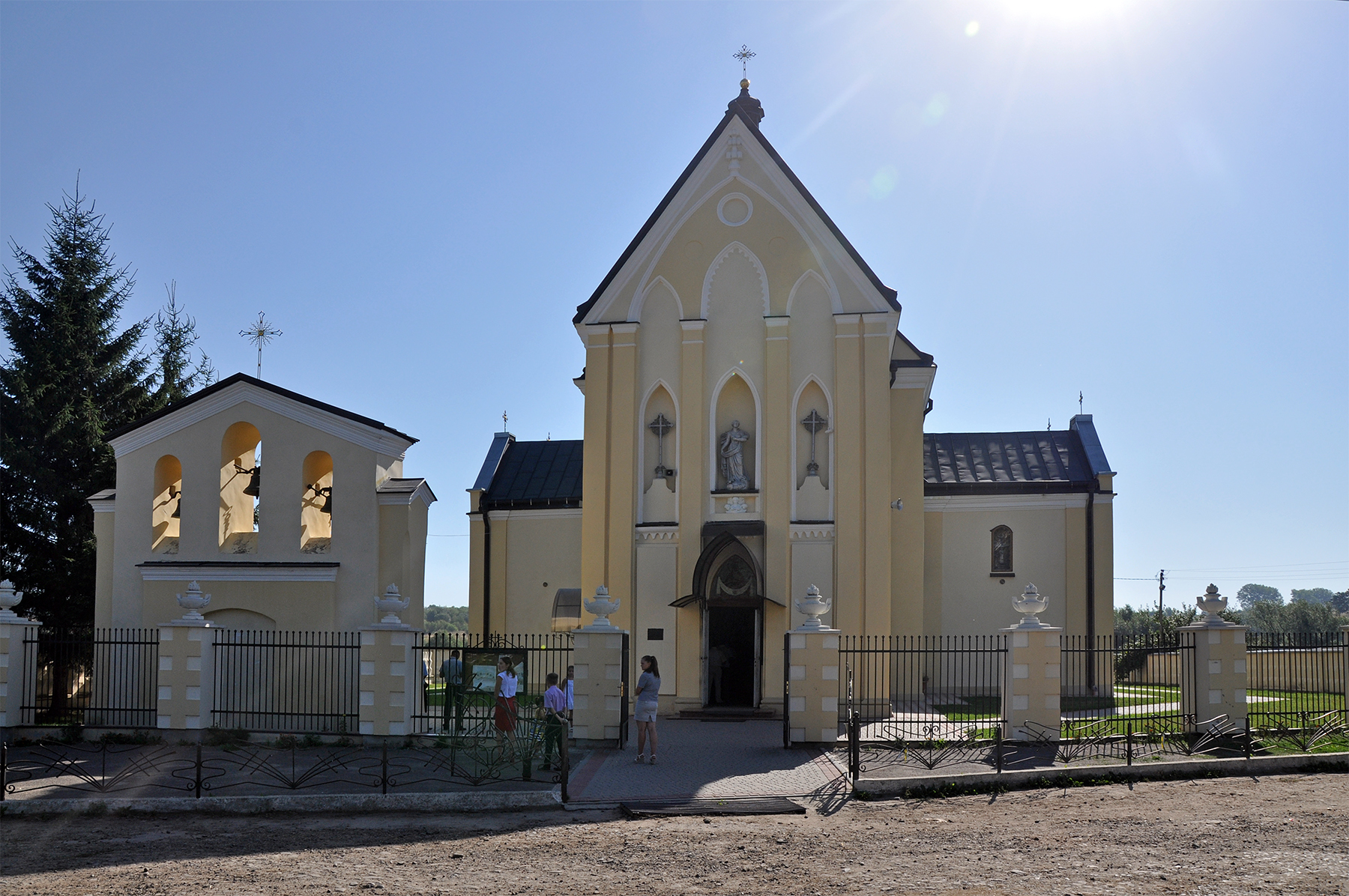
Kirche im Ort

Am 12. Juni 2020 wurde das Dorf ein Teil der neu gegründeten Landgemeinde Pidberiszi im Rajon Lwiw; bis dahin bildete es mit den Dörfern Nyschnja Bilka und Suchoritschtschja (Сухоріччя) die gleichnamige Landratsgemeinde.

## Geschichte
Der Ort wurde im Jahre 1400 erstmals urkundlich erwähnt, und dann später als Belka (1405), Byelka (1455), Bielka villa (1578) und so weiter. Der Name ist abgeleitet vom ukrainischen Wort für die Farbe weiß; das Adjektiv szlachecki (adelig) diente der Unterscheidung vom benachbarten Nyschnja Bilka, auf Polnisch Biłka Królewska (königlich).
Der Ort gehörte erst der Adelsfamilie Włodek, die im Jahre 1441 eine römisch-katholische Pfarrei errichtete, später Ziemicki, Głębocki, Izdebski und Branicki, Potocki (2. Hälfte des 18. Jahrhunderts), Uruski, Sapieha (2. Hälfte des 18. Jahrhunderts bis 1939).
Politisch gehörte das Dorf zunächst zur Adelsrepublik Polen-Litauen, Woiwodschaft Ruthenien, Lemberger Land. Bei der Ersten Teilung Polens kam das Dorf 1772 zum neuen Königreich Galizien und Lodomerien des habsburgischen Kaiserreichs (ab 1804).
Im Jahre 1900 hatte die Gemeinde Biłka Szlachecka 250 Häuser mit 1549 Einwohnern, davon 1467 polnischsprachige, 82 ruthenischsprachige, 1434 römisch-katholische, 82 griechisch-katholische, 33 Juden.
Am 24. November 1918 im Polnisch-Ukrainischen Krieg wurde das Dorf von Ukrainern angegriffen. Die Gemeinde kam danach zu Polen. Am 18. August 1920 im Polnisch-Sowjetischen Krieg fand dort eine Schlacht statt. Im Jahre 1921 hatte sie 269 Häuser mit 1704 Einwohnern, davon 1681 Polen, 17 Ruthenen, 6 Juden (Nationalität), 1604 römisch-katholische, 39 griechisch-katholische, 61 Juden (Religion).
Im Zweiten Weltkrieg gehörte das Dorf zuerst zur Sowjetunion und ab 1941 zum Generalgouvernement. Im Jahre 1944 war es eine der stärksten Selbstverteidigungsgruppen gegen OUN-UPA im Raum Lemberg. Am 23. Juli 1944 kämpften 80 polnische AK Soldaten mit den Deutschen, vor Ankunft der Sowjets. Ab 1945 gehörte das Dorf wieder zur Sowjetunion, heute zur Ukraine. Die Polen wurden im April und Mai 1945 nach Polen ausgesiedelt.

## Sehenswürdigkeiten
- Ehemalige römisch-katholische Kirche, erbaut 1546, vergrößert 1868.

## Persönlichkeiten
- Seweryn Uruski (* 1817; † 1890), polnischer Adelsrepräsentant und russischer Geheimer Rat;
- Eustachy Sapieha (* 1881; † 1963), konservativer Politiker, polnischer Außenminister und Sejm-Abgeordneter;